# 에피쿠로스
에피쿠로스(영어: Epicurus, 그리스어: Έπίκουρος, 기원전 341년 ~ 기원전 271년)는 고대 그리스의 철학자이자 에피쿠로스 학파(Epicurianism)라 불리는 학파의 창시자다. 에피쿠로스는 300여 권 저술 활동을 했는데, 그 가운데 몇 권만 전해진다. 알려진 에피쿠로스 학파 철학 대부분은 후대 추종자나 해설자에서 유래한다.
에피쿠로스에게서 철학 목적은 행복하고 평온한 삶을 얻는데 있었다. 그가 말하는 행복하고 평온한 삶은 평정(ataraxia), 평화, 공포로부터의 자유, 무통(無痛, aponia)의 특징이 있다. 그는 쾌락과 고통은 무엇이 좋고 악한지에 대한 척도가 되고, 죽음은 몸과 영혼의 종말이기 때문에 두려워하지 말아야 하며, 신은 인간을 벌주거나 보상하지 않고, 우주는 무한하고 영원하며, 세상의 모든 현상들은 궁극적으로는 빈 공간을 움직이는 원자들의 움직임과 상호작용으로부터 나온다고 가르쳤다.

## 생애
에피쿠로스의 생애는 디오게네스 라에르티오스의 철학자 전기 제10권에서 어느 정도 알 수 있다. 그의 부모 네오클레스(Neocles)와 카이레스트라테는 모두 아테네 출생이었으며 에피쿠로스는 기원전 341년 2월에 소아시아의 사모스 섬에서 출생하였다. 시민이었던 그의 아버지는 에피쿠로스가 태어나기 십년 전에 에게해의 사모스 섬으로 이주했다. 그는 소년시절 플라톤 학자인 팜필루스 아래에서 4년동안 철학을 공부했다. 18살에 2년 동안 아테네에서 군인으로 복역했다.
알렉산더 대왕이 죽고 난 뒤 즉위한 페르디카스는 사모스섬의 아테네인 이주민들을 콜로폰(Colophon)으로 이주시켰다. 군 복무를 마치고 에피쿠로스는 콜로폰에서 가족과 합류하게 된다. 이후 그는 자연주의 철학자 데모크리토스의 제자인 나우시파네스(Nausiphanes) 아래에서 공부한다. 기원전 311년과 310년에 에피쿠로스는 미틸리니에서 강연을 했으나 이에 대해 반발이 생겼고 그는 미틸리니에서 쫓겨났다. 그러자 그는 람프사쿠스(Lampsacus)에서 학교를 세웠고 기원전 306년에는 아테네에서 그의 학파가 만남의 장소로 사용했던 ‘정원’(the Garden)을 만들었다.
그의 많은 사상이 그 이전의 철학자들, 특히 데모크리토스의 영향을 크게 받았지만 그는 결정론에 관해서는 데모크리토스와 의견을 달리했다. 그는 그가 다른 철학자들로 영향을 받았다는 사실을 부정했으며 다른 철학자들을 비난했고, 그는 의견들을 스스로 발전시켰다고 주장했다.
그는 결혼하지 않았으며 아이도 없다. 그는 요로결석을 앓았고, 이는 그가 기원전 270년 결국 사망하는 원인이 된다. 요로결석의 굉장한 고통을 겪으면서도 그는 이도메네우스에게 다음과 같이 썼다고 한다.

"나는 이 편지를 내 삶의 마지막이기도 하지만 기분 좋은 날에 쓰네. 소변을 볼 수 없는 고통스러운 상황인데다가 세균성 이질까지 겹쳐 내 고통은 더 이상 심각해질 수 없을 정도네. 그렇지만 내 철학적 사색들로부터 오는 기쁨이 이 고통을 상쇄시켜준다네. 자네에게 부탁하네. 메트로도루스(Metrodorus)의 아들을 잘 돌봐주게. 그 젊은이가 내게, 그리고 철학에 보여준 헌신은 그럴만한 가치가 있다네."

## 에피쿠로스 학파
에피쿠로스 학파는 규모는 작지만 매우 헌신적으로 그를 추종했다. 에피쿠로스 학파의 초기 멤버에는 Hermarchus, Idomeneus, Leonteus, 그의 아내 Themista, 풍자 작가 Colotes, 람사쿠스의 수학자 Polyaenus와 Metrodorus가 있다. 에피쿠로스 학파는 여성을 예외가 아닌 정식으로 받아들인 첫 학파였다. 이 학파는 원래 에피쿠로스의 집과 정원에서 열렸다. 정원으로 통하는 문에 있는 조각은 세네카의 편지 중 하나에 다음과 같은 내용이 기록되어 있다.
방황하는 나그네들이여, 여기야말로 당신이 거처할 진정 좋은 곳이요. 여기에 우리가 추구해야 할 최고의 선(善) 즐거움이 있습니다.
HOSPES HIC BENE MANEBIS, HIC SUMMUM BONUM VOLUPTAS EST

에피쿠로스는 우정을 행복의 재료로 중요히 여겼고, 학교는 친구들과 함께 사는 공동체라 종종 비유되었다. 그러나 그는 그의 추종자들에게 계급을 매겼고, 그들이 그의 교의에 맹세하도록 만들기도 했다.

## 사상
그는 자연학에 있어서는 원자론적 유물론을, 윤리학에 있어서는 쾌락주의를 주장하여 쾌락주의 철학의 시조가 되었다. 그의 쾌락은 방탕자의 환락이 아니라, 모든 정신적·육체적 고통으로부터의 해방이었다. 특히 순간적이고 육체적인 쾌락을 추구했던 퀴레네 학파와는 달리, 지속적이고 정적인 쾌락을 추구했다. '아타락시아'란 바로 '마음이 동요되지 않고 평안한 상태'를 가리킨다. 그의 이러한 사상은 널리 퍼져서 종교처럼 되고 큰 영향을 끼쳤다.

### 과학과 윤리 예견
에피쿠로스는 직접적인 관찰과 이론적인 추론으로 시험된 것을 제외하면 아무것도 믿어서는 안 된다는 그의 강력한 주장으로 인해 과학과 과학적 방법의 발전에서 중요한 인물이 된다. 그의 자연과 물리에 대한 많은 생각들은 우리 시대의 중요한 과학적 개념들을 예견했다. 그는 기원전 800년부터 기원전 200년까지의 중국, 인도, 이란, 근동, 고대 그리스에서 혁명적인 생각이 나오던 시대의 중요 인물이었다. 그의 상호관계에서의 윤리에 대한 주장은 고대 그리스에서는 최초였으며 윤리의 기초가 되었다. 그는 한 사람에게의 피해의 최소와 다른 사람에게의 최대의 행복을 강조함으로써 존 스튜어트 밀의 공리주의의 공식화와 구별되었다.
에피쿠로스의 가르침은 그와 동시대의 그리고 그 이전의 다른 그리스 철학자들과는 다른 사상이었으나, 데모크리토스의 사상이 가졌던 여러 원칙과 같은 원칙들에 그 기반을 두고 있다. 데모크리토스처럼 그 또한 세상은 더 이상 쪼갤 수 없는 작은 조각(atoms, 그리스어: atomos, 나눌수 없는)들이 빈 공간(khaos)을 떠다니는 것이라고 믿은 원자론자(atomist)였다. 세상에 일어나는 모든 것들은 원자들이 아무런 계획이나 목적 없이 충돌하고 되튀며, 서로 부착함으로 인해 나타나는 것들이라고 그는 설명했다.(현대의 물질관과 비교해보라) 하지만 그는 그 입자들의 운동이 단순한 직선이 아니라 가끔 방향이 바뀐다고 말했다는 점에서 데모크리토스의 원자론과는 달랐다. 이것은 이전의 원자론에서는 필연적이었던 결정론을 피하고 세상에 자유 의지를 부여한 것이라 할 수 있다.(양자역학에서 말하는 불확정성과 비교해 보라)
그는 정기적으로 여성들과 노예들을 그의 학파에 받아들임으로써 그리스인에게 근본적인 인간 평등사상을 소개했다. 또한 그는 당시에 흔하던 신을 두려워하고 신을 숭배하는 전통을 깨뜨린 최초의 인물들 중 하나였다. 그러면서도 그는 종교적 활동을 신을 생각하며 그들을 하나의 행복한 삶의 예시로 생각해 보는 것이 도움이 된다고 했다. 에피쿠로스는 전통적인 그리스 종교 활동에 참여했으나 신에 대해 거짓된 생각을 갖는 것은 잘못됐다고 가르쳤다. 그에 의하면, 신들은 불사의 존재이며 축복받은 존재이고, 이 이외에 그 어떤 부가적인 가치를 신에 부과하는 것은 불경한 행위이다. 신은 우리가 흔히 믿는 것처럼 나쁜 자를 벌하고 착한 자에게 상주지 않는다. 대중들은 신이 사악한 인간에게는 악을 주고, 신을 모델로 삼아 올바른 생활을 하는 인간들에게는 축복을 준다고 믿지만 에피쿠로스는 실제로 신들은 인간을 전혀 신경 쓰지 않는다고 믿었다. 불경한 자는 대중이 숭배하는 신을 부정하는 자가 아니라 신에 대해 대중이 믿는 대로 단언하는 이들이라는 것이다.

### 쾌락은 고통의 부재
에피쿠로스의 철학은 모든 선하고 나쁜 것은 쾌락과 고통의 지각에서 오는 것이라고 했다. 좋은 것은 기쁜 것이고, 나쁜 것은 고통스러운 것이다. 쾌락과 고통은, 에피쿠로스에 의하면, 선함과 악함의 궁극적인 도덕적 기준이다. 만약 고통이 쾌락보다 더 큰데도 그것이 선택되었다면 그것은 그것이 결국에는 더 큰 쾌락으로 이어지기 때문이다. 에피쿠로스가 무분별한 쾌락의 추구를 지지했다고 흔히 오해받지만, 그가 진실로 원했던 것은 고통의 부재-죽음의 공포와 신의 응보로부터 자유로운 만족감과 고요함의 상태-였다. 그에 의하면 우리가 고통으로 괴롭지 않을 때, 우리는 더 이상 쾌락이 필요 없고, '완벽한 마음의 평화의 상태'(ataraxia)가 된다.
에피쿠로스의 가르침은 에피쿠로스파 의사였던 아스클레피아데(Asclepiades)와 비티니아에 의해 의학에 접목되었다. 그들은 그리스의 의약품을 처음으로 로마에 들여온 인물들 중 하나다. 아스클레피아데는 친절하고 호의적이며 기분좋고 고통 없는 치료 방법을 도입했다. 그는 정신 질환에 관해 인도적인 치료방법을 지지했고, 정신이 나간 사람들을 가두지 않고 식이요법과 마사지 같은 자연적 치료법으로 치료하려했다. 그의 가르침은 놀라우리만치 현대적이며, 따라서 마스클레피아데는 정신과치료, 물리치료에 선구자로 평가된다.
에피쿠로스는 지나친 방임에 대하여 명료하게 경고했는데, 그것이 때때로 고통으로 이어지기 때문이었다. 예를 들어, 현대의 ‘숙취(hangover)’에 대해 말 하는듯한 그의 한 이론에서 에피쿠로스는 너무 열정적으로 사랑을 추구하는 것에 대해 경고했다. 그러한 사랑 대신 믿을 수 있는 친구들을 곁에 두는 것을 고요하고 평온한 삶을 지켜나가는 데에 더 도움이 된다고 했다.
에피쿠로스는 (아리스토텔레스와 반대로) 죽음은 두려워할 대상이 아니라고 믿었다. 사람이 죽을 때, 그 사람은 더 이상 존재하지 않기 때문에 아무것도 느낄 수 없고 죽음의 고통도 느끼지 못한다. 따라서 에피쿠로스의 유명한 말대로 “죽음은 우리에게 아무것도 아니다.” 우리가 존재할 때는 죽음이 존재하지 않으며, 죽음이 존재할 때 우리는 존재하지 않는다. 죽음과 함께 모든 감각과 의식이 끝나기 때문에 죽음에는 쾌락도 고통도 없다. 죽음에 대한 두려움은 죽음에 대한 인식이 있을 것이라는 잘못된 믿음 때문에 생겨난다.
이와 같은 문맥에서 에피쿠로스는 말했다 : Non fui, fui, non sum, non curo (나는 존재하지 않았다; 나는 존재했다; 나는 존재하지 않는다; 나는 신경 쓰지 않는다;) – 이 문장은 에피쿠로스의 추종자들을 비롯한 많은 로마제국 시대의 비석에 새겨져 있다. 이 문구는 인문주의 장례식(humanist funeral)에 종종 사용된다.
"에피쿠로스의 역설"은 악의 존재에 대한 설명이다. 이 역설은 '신은 전능하며 신은 선한데 악은 존재한다'는 삼도논법(trilemma, 3자 택일의 궁지)이며 그 내용은 자주 다음과 같은 말로 표현된다.
신은 악을 없애려 하지만 그럴 수 없는 것인가? 그렇다면 신은 전능한 것이 아니다. 그렇다면 그는 할 수 있지만 하지 않고 있는 것인가? 그렇다면 그는 악의를 갖고 있는 것이다. 그렇다면 그는 능력도 있고 없애려 하기도 하는가? 그렇다면 악이 어떻게 있을 수 있는가? 그렇다면 그는 능력도 없고 없애려 하지도 않는가? 그렇다면 우리는 왜 그를 신이라 부르나?
이 주장은 고대 그리스의 회의론자들이 자주 사용하던 것과 비슷했으며, 로마 가톨릭교회의 관점에서 에피쿠로스를 바라본 락탄티누스(Lactantius)가 그를 무신론자로 평가하는데 잘못 사용되었으리라 생각된다. 레이놀드(Reinhold F. Glei)에 의하면 변신론(theodicy, 신의론, 또는 호신론)은 그 학문적 기원이 에피쿠로스가 아니며, 반-에피쿠로스 학파에 있을 것으로 본다고 한다. 이와 같은 삼도논법 중 현존하는 가장 오래된 것은 회의론자 섹스투스 엠피리쿠스(Sextus Empricus)의 기록에서 나타난다고 한다.
에피쿠로스는 신의 존재를 부정하지 않았다. 대신, 그는 신들이 우리에게 신경을 쓰지 않을지도 모르며, 따라서 현생이나 내세에서 우리를 벌하려고 하지 않을 것이라고 주장했다.
에피쿠로스는 그의 인식론에서 이성을 강조했으며, 그의 '다수 설명의 원칙(the Principle of Multiple Explanation)'("만약 여러 가지 이론이 관찰되는 데이터들과 일관된다면 그 모두를 유지하라")은 일찍이 과학철학에 기여했다.
어떤 하나의 원인만을 말해서는 충분하지 않고, 여러 가지 것들을 말해야 중 하나가 그 원인이라고 확신할 수 있는 일이 생길 수 있다. 예를 들어, 멀리서 사람의 시체를 보았을 때 여러 가지 사인을 말해보아야 그 중에 실제로 그 죽음을 일으킨 원인이 있었다고 생각할 수 있다. 그가 칼에 찔려 죽었는지, 얼어 죽었는지, 병사했는지, 독사했는지 우리는 확신할 수 없지만, 이런 종류의 일이 그에게 일어났다는 것은 알 수 있다는 것이다.
스토아 학파와 대조적으로, 에피쿠로스 학파는 당시 정치 참여에 흥미를 거의 보이지 않았는데, 이는 정치 참여는 문제로 이어지기 때문이다. 대신 에피쿠로스는 은둔을 지지했다. 그의 이러한 원칙은 다음과 같은 문장에서 전형적으로 드러난다. lathe biōsas λάθε βιώσας (Plutarchus De latenter vivendo 1128c; Flavius Philostratus Vita Apollonii 8.28.12) 이는 "비밀스럽게 살라", "너 자신이 주목받게 하지 말고 삶을 살아라"라는 의미를 갖는다. 즉, 부와 영광을 추구하며 살지 말고 음식, 친구들 같은 소소한 것들을 즐기면서 이름 없이 살라는 것이다.
에피쿠로스는 도덕적 지침으로 개인의 피해를 최소화와 행복의 극대화를 강조했다.
 현명하고 바르게, 잘 살지 않으면 행복한 삶을 살기가 불가능하다.
그리고 행복한 삶을 살지 않으면 현명하고 바르게, 잘 사는 것이 불가능하다.

## 유산
에피쿠로스 철학의 요소들은 서양 지식 역사상 다양한 방법들과 사상가들에 의해 재포장되고 공명되어 왔다.
원자에 대한 것(모든 것은 원자로 이루어져 있다와 같은)과 마가레트 케빈디쉬의 자연철학은 에피쿠로스에 의해 영향을 받은 것이다.
그가 강조한 상호 이익에서의 그의 공식인 고통의 최소화와 행복의 최대화는 나중에 프랑스 혁명 때의 민주주의 사상가들에 의해 채택되었고, 사람은 ‘삶과 자유, 그리고 성질’의 권리를 가지고 있다고 쓴 존 로크 같은 사람에게도 영향을 미쳤다. 로크에게, 한 사람의 몸은 그들의 성질이고, 한 사람의 성질에 대한 권리는 그 사람의 소유물과 마찬가지로 안전이 보장되어야 했다.
이 세 가지는, 에피쿠로스의 평등주의와 마찬가지로, 미국의 아버지인 토마스 제퍼슨의 미국인들의 자유 운동과 독립 선언의 ‘모든 사람은 평등하게 창조되었다’와 ‘삶과, 자유, 그리고 행복 추구권의 불가침 권리’에 나타내져 있었다. 제퍼슨은 본인을 에피쿠리안으로 생각했다.
인간오성론에서, 데이비드 흄은 에피쿠로스를 우리가 아는 신은 그의 창조가 그를 설명하는 것 보다 더 대단하다는 점에서 우리가 아는 신의 불가능함을 설명하는데 사용했다.
칼 마르크스의 박사 학위 논문은 ‘데모크리토스와 에피쿠로스의 자연철학의 차이점‘이다.
에피쿠로스는 처음으로 사람의 자유는 원자의 운동의 비결정론에서 온다고 주장했다. 이것은 몇몇 철학자들로 하여금 에피쿠로스의 자유는 기회에 의해 생겨난다고 생각하게 했다. 루크레티우스의 “만물의 본성에 대하여”에 따르면, 그는 이것이 에피쿠로스의 가장 잘 알려진 글이라고 했다. 그러나 메노이케우스에 쓴 그의 편지에 따르면, 에피쿠로스는 아리스토텔레스를 따랐고 사 가지 가능한 이유를 정리했다. - “몇 가지는 필요성에 의해서 생기고, 다른 것은 기회, 나머지는 우리의 조력자에 의해서 생긴다.” 아리스토텔레스는 어떤 것들은 ‘우리에 의해서’ 생긴다고 했다. 에피쿠로스는 동의했고, 칭찬과 비난이 자연적으로 그것에 영향을 준다고 했다. 에피쿠로스에게, 기회는 원자가 결정론을 패배시키고 자주적으로 방을 나가려고 할 때 방향을 바꾸는 것과 마찬가지인 것이었다.
에피쿠로스는 아르투어 쇼펜하우어에게 영감을 제공함으로서 고통과 죽음에 대한 유명한 회의론자들의 견해에 지대한 영향을 끼쳤다. 그 중 하나가 프리드리히 니체이다. 니체는 그의 작품들을 쓸 때마다 에피쿠로스에 대한 자신의 친화도를 인용했다. 니체는 에피쿠로스의 고통스러운 얼굴 속에서도 활기참을 가지고 있는 철학을 매우 존경했다. 하지만, 긴장으로부터 느껴지는 자유와 같은 행복의 개념에 대해서는 부정적으로 생각했다.

## 작품 활동
에피쿠로스가 남긴 것들 중 유일하게 살아남은 것은 저명한 철학자 중 디오게네스 라에르티우스의 삶을 다룬 책 5권에 나오는 세 장의 편지와, 두 묶음의 인용문이다: 디오게네스의 책 5권에 있는 주요 교리와 바티칸 도서관에 필사본으로 남아있는 바티칸의 말씀이다.
그의 37권에 달하는 자연에 관한 책들이 헤르쿨라네움의 파피리의 빌라에서 발견되었다. 추가로, 다른 에피쿠로스학파 사람들이 쓴 것들도 그의 다른 일들에 관한 중요한 인용을 담고 있었다. 더욱이, 많은 증거와 자료가 유스너의 에피쿠라아에서 발견될 수 있었던 그리스와 로마 문학에서 발견되었다.

## 같이 보기
- 정교분리